# Fatemeh Sepehri
Fatemeh Sepehri (in persiano فاطمه سپهری‎; 1964) è una politica iraniana, nota attivista per i diritti delle donne e diventata un simbolo della resistenza contro l'oppressione degli ayatollah.

## Biografia
Fatemeh Sepehri è nata nel 1964. Sebbene le prime difficoltà le abbiano impedito di proseguire gli studi superiori, ha superato l'esame di ammissione nel 2004 all'età di 40 anni e ha conseguito una laurea in gestione aziendale presso la Ferdowsi University di Mashhad.

### La dichiarazione di 14 attivisti politici
Sepehri e suo fratello Mohammad Hossein Sepehri sono due dei firmatari della Dichiarazione di 14 attivisti politici durante le proteste iraniane del 2017-2018 che chiedevano le dimissioni di Ali Khamenei dal suo incarico di leader supremo della Repubblica islamica e la sostituzione del regime con un governo democratico laico.
Dopo aver firmato la lettera, Sepehri ha ricevuto molta attenzione a causa del fatto che il suo defunto marito aveva perso la vita durante la guerra Iran-Iraq. Di conseguenza, era conosciuta come la vedova di un martire. Le autorità iraniane non si aspettavano che la moglie di un martire con forti convinzioni religiose sollecitasse Khamenei a dimettersi e sostenesse un sistema di governo democratico laico per sostituire il regime della Repubblica islamica.
Qualche settimana più tardi, Sepehri ha firmato insieme ad altre 13 donne un'altra lettera contro l'apartheid di genere che aveva cancellato i diritti di metà della popolazione.
Poco dopo la pubblicazione delle due lettere, le autorità hanno arrestato Fatemeh Sepehri, suo fratello Mohammad Hossein e altri firmatari delle petizioni durante una protesta davanti all'Università islamica Azad di Mashhad. Fatemeh Sepehri è stata accusata di "condotta disordinata, incitamento a disordini e propaganda di menzogne"  e condannata a cinque anni di carcere e 154 frustate. Alla fine ha ricevuto una sospensione condizionale della pena ed è stata rilasciata dal carcere dopo nove mesi.

### Arresti per l'attivismo
Sepehri è stata nuovamente arrestata a Mashhad domenica 1º agosto 2021 durante una manifestazione pacifica a sostegno dei manifestanti nella provincia sudoccidentale del Khuzestan e per protestare contro l'accresciuto clima di insicurezza nel Paese. I manifestanti chiedevano anche il rilascio dei prigionieri politici.

### Le proteste per Mahsa Amini
Durante un'ondata di arresti a seguito delle proteste per la morte di Mahsa Amini, Sepehri è stata arrestata il 21 settembre e portata in un luogo sconosciuto dopo che gli agenti di sicurezza hanno fatto irruzione nella sua casa. Poco prima, nella sua ultima intervista on line, Sepehri aveva detto: "Sono 44 anni che ci scambiamo le condoglianze, ma le famiglie sono stanche di piangere. Oggi Mahsa Amini, domani un'altra. Spero con tutta me stessa che Ali Khamenei e tutti quelli legati a lui se ne vadano dal nostro bellissimo paese. Questi sono assassini".
Il 23 ottobre 2022 la figlia di Sepehari ha pubblicato un video in cui si afferma che sua madre è stata tenuta in isolamento presso il centro di intelligence del Corpo delle Guardie rivoluzionarie islamiche di Mashhad dal suo arresto, e dopo aver sopportato più di un mese in isolamento riesce a malapena a parlare. L'appello della famiglia al sostituto procuratore del tribunale di Mashhad per trasferirla nel reparto generale è stato inefficace.
Nel febbraio 2023, Sepehri è stato condannato a 18 anni di carcere per "attività di propaganda contro la Repubblica islamica", "cooperazione con governi ostili", "insulto al defunto ayatollah Ruhollah Khomeini e Ali Khamenei" e "raduno e cospirazione contro la sicurezza nazionale". A giugno 2023 era detenuta nella prigione di Vakilabad.
A settembre 2023, Sepehri aveva bisogno di un intervento chirurgico al cuore. Annunciò che avrebbe acconsentito all'intervento chirurgico solo se i suoi fratelli, Hassan Sepehri e Mohammad-Hossein Sepehri, fossero stati rilasciati dalla detenzione. Ha subito un intervento chirurgico al cuore il 1º ottobre, è stata dimessa dall'ospedale ed è tornata in prigione il 7 ottobre. A dicembre, Sepehri ha continuato a lottare con problemi di salute, tra cui una frequenza cardiaca elevata che le rendeva difficile parlare.
All'inizio di aprile 2024, un giudice ha accusato Sepehri di sostenere Israele dopo la pubblicazione di un video in cui condannava gli attacchi di Hamas contro Israele del 7 ottobre 2023 e il sostegno iraniano ad Hamas.  A metà aprile, uno dei fratelli di Semehri ha riferito sui social media che sua sorella aveva subito "torture psicologiche" durante un interrogatorio a Mashdad. Il 6 giugno 2024 è stata condannata a 18 anni e mezzo di carcere per aver sostenuto Israele.